# Giuseppe Garibaldi (1933)
Giuseppe Garibaldi byl italský lehký křižník třídy Duca degli Abruzzi – jednalo se o loď z páté skupiny italské třídy Condottieri. Křižník na pojmenován na počest italského vůdce Giuseppe Garibaldiho. Jeho sesterskou lodí byl křižník Luigi di Savoia Duca degli Abruzzi.
Giuseppe Garibaldi byl nasazen v druhé světové válce. Společně se sesterským Luigi di Savoia Duca degli Abruzzi bojoval v červenci 1940 v bitvě u Punta Stilo a v březnu 1941 v bitvě u Matapanu. V červnu 1942 byl Giuseppe Garibaldi nasazen proti britskému konvoji, vyslanému během Operace Vigorous.
Křižník válku přečkal a po válce ho provozovala italská Marina Militare. Na přelomu 50. a 60. let byl dokonce přestavěn na raketový křižník. Po přestavbě nesl hlavňovou výzbroj čtyř 135mm kanónů, osmi 76mm kanónů, dále čtyři balistické střely UGM-27 Polaris a dvojité vypouštěcí zařízení protiletadlových řízených střel RIM-2 Terrier. Vyřazen byl na počátku 70. let a později sešrotován.

## Uživatelé
- Regia Marina
- Marina Militare